# Conner Technologies
Conner Technologies  war ein US-amerikanisches Unternehmen mit Sitz in Longmont, Colorado, das Festplatten für PCs entwickelte und fertigte.
Conner Technologies wurde 1998 von Finis Conner gegründet, der zuvor bereits Seagate Technology mitgegründet und Conner Peripherals gegründet hat. Conner Technologies hat aber keinen unmittelbaren Bezug auf Conner Peripherals. Ziel von Conner Technologies war die Entwicklung und Verkauf von möglichst kostengünstigen Festplatten.
2001 wurde Conner Technologies von ExcelStor Technology übernommen und ist seitdem das Entwicklungszentrum dieses Unternehmens.